# Ангерштейн, Карл
Карл Ангерштейн (нем. Karl Angerstein; 4 декабря 1890 — 20 сентября 1985) — генерал-лейтенант люфтваффе. Участник Первой и Второй мировых войн. В 1943 году был командиром 1-го авиационного корпуса.

## Награды
- Железный крест (1914) 2-го и 1-го класса (Королевство Пруссия)
- Королевский орден Дома Гогенцоллернов рыцарский крест с мечами (17 апреля 1918) (Королевство Пруссия)
- Нагрудный знак «За ранение» (1918) чёрный (Германская империя)
- Почётный крест Первой мировой войны 1914/1918 с мечами (1934)
- Пряжка к Железному кресту 2-го и 1-го класса
- Рыцарский крест Железного креста (2 ноября 1940)
- Немецкий крест в золоте (27 июля 1942)[1]
- Знак «Лётчик-наблюдатель» в золоте с бриллиантами[2]
- Нагрудная планка люфтваффе в золоте
- Упоминание в Вермахтберихт (19 августа 1943, 9 октября 1943)